# Philip Sherard (5e comte de Harborough)
Pour les articles homonymes, voir Sherard.
Philip Sherard, 5e comte de Harborough (10 octobre 1767 - 10 décembre 1807), titré Lord Sherard de 1770 à 1799, est un pair et un homme politique britannique.

## Jeunesse
Sherard est le fils aîné de Robert Sherard (4e comte de Harborough) et de son épouse Jane Reeve.
Il fait ses études à Harrow School en 1780 et à Clare College, Cambridge en 1786.

## Carrière
À la mort de John Heathcote en 1795, il est choisi par Henry Cecil (1er marquis d'Exeter) et de Henry Noel (6e comte de Gainsborough) comme représentant de Rutland, Gainsborough est représenté par son cousin germain Gerard Noel (2e baronnet) et Exeter manquait de parents convenables pour occuper le siège. Le père de Sherard a un intérêt électoral mineur à Rutland, et Gilbert Heathcote (4e baronnet), qui est également intéressé par le poste, est de toute façon exclu cette année-là en étant haut shérif de Rutland. Sherard n'est pas actif au Parlement et ne se représente pas lors des élections générales britanniques de 1796 ; Heathcote prend un siège pour Lincolnshire, tandis que William Lowther (1er comte de Lonsdale) se présente avec Edwardes. Le 26 février 1797, il est nommé lieutenant adjoint du Leicestershire.
Philip devient comte de Harborough en 1799 à la suite de son père, mais il n'est pas plus actif chez les Lords qu'il ne l'avait été aux Communes.

## Vie privée
Le 4 juillet 1791, il épouse Eleanor Monckton (1772-1809), fille du colonel John Monckton de Fineshade Abbey et petite-fille de John Monckton (1er vicomte Galway). Ils ont un fils et six filles, dont: 
- Lucy Eleanor Sherard (1792–1848), qui épouse Henry Lowther, le deuxième fils de William Lowther (1er comte de Lonsdale)[3], en 1817 [2]
- Anna Maria Sherard (1794–1848), qui épouse William Cuffe en 1818
- Sophia Sherard (1795–1851), qui épouse Thomas Whichcote, 6e baronnet en 1812 et se remarie à William Evans-Freke, 8e baron Carbery en 1840
- Robert Sherard, 6e comte de Harborough (1797–1859)
- Jane Sherard (1799–1856)
- Charlotte Sherard (1801–1856), devenue folle en 1825.
- Susan Sherard (1802–1864), qui épouse le général John Reeve, de Leadenham House, en 1821

Il meurt en décembre 1807 et est remplacé par son fils Robert.